# Bartosz Batra
Bartosz Batra (ur. 6 lutego 1986) – polski kick-bokser, zawodnik boksu tajskiego oraz taekwondo. Brązowy medalista mistrzostw świata (2005), dwukrotny wicemistrz Europy (2004, 2005) oraz czterokrotny mistrz Polski (2002–2006) w taekwondo, złoty medalista (2012) oraz srebrny (2010) Pucharu świata organizacji WAKO, mistrz świata amatorów K-1 w kick-boxingu. Jako zawodowiec m.in. mistrz Europy oraz mistrz Polski IPCC.
Jego brat Amit jest również utytułowanym zawodnikiem taekwondo.

## Kariera
Przygodę ze sportami walki zaczynał w wieku 10 lat od taekwondo w wersji ITF, uzyskując wielokrotne Mistrzostwo Polski oraz dwukrotnie indywidualne Wicemistrzostwo Świata. Od 2007 roku trenuje kick-boxing i boks tajski. W sportach walki stoczył łącznie ponad 250 walk we wszystkich odmianach sportów uderzanych. Jest członkiem Kadry Narodowej. Prowadzi klub sportów walki KO Gym Muaythai Wroclaw.
W czerwcu 2023 roku założył federację Strike King, zajmująca się organizowaniem pojedynków w kick-boxingu na zasadach K-1 w małych rękawicach.

### Walki na gołe pięści
23 października 2020 w Łodzi stoczył swój pierwszy pojedynek w formule boksu na gołe pięści, podczas pierwszej gali nowo powstałej organizacji Genesis. Walkę przegrał jednogłośnie na punkty z Michałem „Matrixem” Królikiem.   
Do rewanżu Batry z Królikiem doszło 29 kwietnia 2022 w Gdańsku podczas gali Wotore 5. Starcie zawodników tym razem odbyło się na zasadach MMA bez rękawic. Batra ponownie musiał uznać wyższość rywala, gdyż już po 26 sekundach rundy pierwszej został znokautowany przez „Matrixa”.  

## Osiągnięcia[11]
Taekwondo:
- 2002−2006: czterokrotny mistrz Polski ITF
- 2004: XX Mistrzostwa Europy AEITF Seniorów -  w kat. 54 kg (Tampere)[12]
- 2004: VII Mistrzostwa Świata ITF Juniorów -  w kat. 58 kg (Riccione)[13]
- 2005: XIX Mistrzostwa Europy AEITF Seniorów -  w kat. 54 kg (Terracina)[14]
- 2005: XIV Mistrzostwa Świata ITF Seniorów -  w kat. 54 kg (Dortmund)[15]

Kick-boxing / Muay Thai:
- Amatorskie:
  - 2007: Mistrzostwa Polski WMF w muay thai -  w kat. -60 kg (Bydgoszcz)[17]
  - 2008: Otwarte Mistrzostwa Polski w muay thai -  w kat. -60 kg (Łąck)[18]
  - 2008: Mistrzostwa Polski K-1 Rules -  w kat. -60 kg, formuła K-1 (Wołów)[19]
  - 2009: Otwarte Mistrzostwa Estonii WAKO w kick-boxingu - , formuła low kick[20]
  - 2009: Mistrzostwa Polski K-1 Rules -  w kat. -57 kg, formuła K-1 (Zgorzelec)[21]
  - 2010: Puchar Świata WAKO w kickboxingu -  w kat. -63 kg, formuła K-1 (Segedyn)[22]
  - 2010: Otwarte Mistrzostwa Czech WAKO w kickboxingu - , formuła K-1 (Ołomuniec)[23]
  - 2010: Mistrzostwa Polski w kick-boxingu K-1 i Low kick - , formuła K-1 (Starachowice)[24]
  - 2012: Puchar Świata WAKO w kick-boxingu -  w kat. -63 kg, formuła K-1 (Innsbruck)[25]
  - 2014: Otwarte Mistrzostwa Świata K-1 -  w kat. -63 kg (Londyn)[26]
  - 2014: Mistrzostwa Polski IFMA w muay thai -  w kat. -63,5 kg (Świebodzice)[27]
- Zawodowe:
  - 2014: mistrz BMAF w kat. -63 kg[28]
  - 2016: mistrz Polski IPCC muay thai w kat. -65 kg[29]
  - 2016: mistrz Europy IPCC muay thai w kat. -65 kg[30][31]
  - 2018: mistrz WFC w formule shoot boxingu[32]